# Froan
Froan, Froøyene eller Froværet er en øgruppe, der ligger i Frøya kommune i Sør-Trøndelag fylke i Norge, og er en gruppe øer i havet omkring 40 kilometer vest for halvøen Fosen. Navnet Froan kommer formentlig af «fraade», som en betegnelse for havets skum når det slår mod land.
Froan udgør en del af en ørække nordvest for øen Frøya med fiskelejerne Sula, Bogøy og Mausund i syd, videre Gjæsingen, så Froan, for derefter at ende yderst i det gamle fiskeleje Halten og Halten fyr.
To av Froøerne, Sørburøy og Sauøy, har en lille permanent befolkning på omkring 50 personer. Sørburøy har børne- og ungdomsskole med omkring 10 elever. Der drives fiskeopdræt i området. Froan kapel på Sauøy blev bygget i 1904.
Det er betydelig tilflytning til øerne i sommerhalvåret.
Froan består av flere hundrede øer, foruden en mængde holme og skær. For det meste er øerne lave og småkupperede, med Kunna på 49 moh. som det højeste punkt. Nogle af øerne har små søer eller damme som resultat af tidligere tiders tørvegravning til brændsel. Nogle få af øerne har græsningsarealer og dyrket areal, og der holdes får på Sauøy.

## Historie
I 1694 solgte den dansk-norske kong Christian 5. Froøerne til stiftsamtsmand og justisråd Hans Kaas i Trondheim. Henrik Borthen købte Froværet i 1779, og hans familie solgte fiskerlejet videre i 1923 til staten som solgte videre til gårdbrugerne få år senere.

## Bosætning
Gamle bopladser på øerne viser tidlig befolkning. Folk fra øen Nordbuan (nu fraflyttet) regner sin slægt fra Svarte dauen, da folk flygtede der ud. 
Der findes imidlertid ingen faste holdepunkter til fast bosætning før første halvdel af 1700-tallet. Formentlig var der fastboende på Halten før det. Det findes kilder som siger at Halten blev benyttet som fiskeleje helt tilbage til 1548. Rige fiskeforekomster bidrog til befolkningsvækst og en enorm befolkning i højsessonen som gjorde Halten til det største og vigtigste fiskeleje i Fosen. Helt op til 900 mand, skal have overnattet der i torskens gydesæsson tidlig på året.
Befolkningsudviklingen har vært markant op og nedadgående. I 1865 boede der 190 mennesker i Froan og i 1900 var dette øget til 272. Folketallet gik hurtigt tilbage efter anden verdenskrig. I 1960 boede der over 400 mennesker i Froan, i 1970 ca. 300, i 1983 ca. 130 og i 1992 75 personer.

## Erhverv
Folk i Froan har levet af fiskeri og det en smule landsbrugsjord og få husdyr kunne give. Dertil var jagt på sæl og fugle vigtig, men særlig æg og dunsankningen som blev drevet i organiseret form. Borthenslægten organiserede det hele sådan at indbyggerne fik sine øer de kunne sanke på. Folk fik lov at beholde æggene, Borthen selv tog dunene. Rettighederne til æg og dunsankning blev flere gange retslig bekræftet eftersom der til tider var stor tilstrømning fra folk udefra. Dokumenter viser at fredlysning blandt andet skete i 1756, 1781, 1801 og i 1810.

## Naturreservat
Froan har det største sammenhængende havområde som er fredet som naturreservat i Norge. Froan naturreservat og landskapsvernområde blev oprettet i 1979. Der er begrænsninger i den frie færdsel på land på nogle tider af året.
Der er bådforbindelse mellem Froan og Sistranda på Frøya et par ganger om ugen, noget oftere i sommerhalvåret.

## Ekstern henvisning
- Mere om Froan Arkiveret 2. juli 2007 hos  Wayback Machine

64°03′N 9°10′Ø / 64.050°N 9.167°Ø